# Velká Nová Ulice
Velká Nová Ulice, od roku 1919 Velká Nová Ulice a Červená (německy Große Neugaße), byla do 60. let 20. století městská čtvrť a katastrální území v Brně.

## Vymezení
Území Velké Nové ulice zahrnovalo zástavbu podél ulice Lidická (původně se rovněž nazývala Velká nová ulice Große Neugaße). Jeho součástí byla východní část moderního katastrálního území Veveří, západní část moderního katastrálního území Černá Pole (území, které je součástí městské části Brno-střed a v letech 1879–1939  i několik domů poblíž vyústění ulice Schodová do ulice Drobného v městské části Brno-sever), většina moderního katastrálního území Ponava, malá část moderního katastru Králova Pole a jihovýchodní část moderního katastru Žabovřesek.
Na jihozápadě sousedila na ulici Kounicova s Malou Novou Ulicí; na západě na ulici Veveří s Křížovou; na severu s Královým Polem; na východě na ulici Drobného a Traubova s Dolním a Horním Cejlem; na jihu pak s Josefovem, Na Hrází a Příkopem a Městem Brnem. Součástí Velké Nové Ulice byla dělnická kolonie Červená Ulice.

## Po zrušení katastrálního území
Velká Nová ulice jako celek zanikla ve druhé polovině 60. let 20. století, kdy bylo její území při druhé katastrální reformě Brna rozděleno mezi katastrální území Lužánky, Žabovřesky (část území na severozápadě), Královo Pole (část území na severu), Ponava (velká část území severně od Lužánek) a Veveří (malá část na západě). 1. července 1979 pak došlo k novému přerozdělení území bývalé Velké Nové ulice, kdy bylo katastrální území Lužánky zrušeno a jeho část východně od středu ulice Lidická stala součástí katastrálního území Černá Pole, zatímco území západně od středu ulice Lidická spolu s částí katastrálního území Ponava připadlo katastrálnímu území Veveří; zároveň došlo k přesunu některých bloků mezi Ponavou a Veveří, a přesunu území mezi ulicemi Tábor, Šumavská, Kounicova a Chodská z katastru Žabovřesek do katastru Ponavy.

## Vývoj administrativní příslušnosti od roku 1947
- Od roku 1947 do 1949 byl celý katastr v tehdejších hranicích součástí městského obvodu Brno I.
- 1949–1954 – katastrální území administrativně rozděleno mezi městské obvody Brno II (jihozápadní část katastru západně od středu Lidické ulice, na severu ohraničená linií ulic Tábor a Domažlická, a na západě ohraničená krátkým úsekem Hrnčířské, a ulicemi Bulínovou a Pod Kaštany), Brno III (jihovýchodní část katastru východně od středu Lidické ulice, na severu ohraničená krátkým úsekem Reissigovy ulice), Brno VII (severní část katastru na jihu ohraničená linií ulic Tábor, Domažlická a Reissigova), a Brno VI (nejzápadnější část katastru vymezená ulicemi Pod Kaštany, Bulínovou a krátkým nejzápadnějším úsekem Hrnčířské ulice).
- 1954–1957 – městský obvod Brno VII přejmenován na Brno V, Brno VI přejmenováno na Brno VII. Jedinou další změnou oproti předchozímu stavu je začlenění části území na severozápadě katastru k městskému obvodu Brno VII. Dočené území bylo vymezeno ulicemi Tábor, Jana Babáka a Hradeckou.
- 1957–1971 – jedinou změnou je přičlenění městského obvodu Brno VII k městskému obvodu Brno II. Toto administrativní rozdělení území Velké Nové Ulice a Červené trvalo i po zrušení jejího katastru.
- 1971–1990 – území bývalého katastru tvořilo součást městských obvodů Brno II, Brno III a Brno V.
- Od roku 1990 - území bývalé Velké Nové Ulice a Červené rozděleno mezi městské části Brno-sever (několik domů poblíž vyústění ulice Schodová do ulice Drobného), Brno-střed (území v katastrálních územích Veveří a Černá Pole), Brno-Žabovřesky a Královo Pole (území v katastrálních územích Královo Pole a Ponava).